# 김천다수초등학교
김천다수초등학교는 대한민국 경상북도 김천시에 있는 초등학교다.

## 학교 연혁
- 1947.09.01 김천다수국민학교 개교
- 1986.03.01 병설유치원 1학급 인가
- 1994.06.28 본관 24개 교실 완공
- 1996.03.01 김천다수초등학교로 교명 변경
- 2003.03.01 특수학급 1학급 인가
- 2004.12.14 급식소 신관 개관, 8개 교실 신·개축 완공
- 2009.07.08 ‘사교육 없는 학교’1차년도 지원 대상교 선정
- 2009.10.16 ‘문화로 아름답고 행복한 학교’ 화장실 3실 개축 준공
- 2009.12.31 에듀탑 꿈 독서부문 장려상 수상
- 2010.01.20 방과후학교 우수교 표창
- 2010.01.31 '2010 대한민국 좋은 학교 박람회' 참가 공로 표창(교육과학기술부 장관)
- 2010.06.29 인라인롤러부 창단
- 2010.07.01 ‘사교육없는 학교’2차년도 지원 대상교 선정
- 2010.10.14 경상북도교육청 '사교육없는 학교’시범학교 운영보고회
- 2014.03.01 18학급 편성(학생수 407명)
- 2015.02.17 제63회 졸업(졸업생 총 수 5,915명)
- 2015.03.01 16학급 편성(학생수 380명)